# Lưu trữ web
Lưu trữ web (tiếng Anh: Web archiving) là một quá trình thu thập các phần của web để chắc chắn thông tin là dạng lưu trữ kỹ thuật số (Digital preservation) để các nhà nghiên cứu, sử gia và công chúng tra cứu trong tương lai.
Tổ chức lưu trữ web lớn nhất dựa trên phương pháp thu thập thông tin hàng loạt là Wayback Machine của Internet Archive, duy trì một kho lưu trữ rất lớn của toàn bộ Web.

## Thu thập thông tin Web
Thông thường, các nhà lưu trữ nội dung thu thập thông tin các dạng nội dung web như HTML, style sheet (phát triển web), JavaScript, Hình ảnh kỹ thuật số, và video kỹ thuật số. Họ cũng lưu trữ siêu dữ liệu về các nguồn tài nguyên thu thập được như thời gian truy xuất, dạng media, và độ dài nội dung. Dạng siêu dữ liệu này hữu dụng trong việc thiết lập xác thực và nguồn gốc (provenance) của bộ sưu tập lưu trữ.